# Dekanat omski
Dekanat omski (ros. Омский деканат) – katolicki dekanat diecezji Przemienienia Pańskiego w Nowosybirsku, w Rosji. W jego skład wchodzi 5 parafii - 3 łacińskie i 2 unickie.
Dekanat obejmuje obwód omski.

## Parafie dekanatu
- Omsk:
  - parafia św. Jerzego
  - parafia Ofiarowania Pańskiego
  - parafia Opieki Matki Bożej (greckokatolicka)
- Sargatskoje:
  - parafia śś. Cyryla i Metodego (greckokatolicka)
  - parafia św. Teresy od Dzieciątka Jezus